# Loiola
Loiola (Baskisch. Spaans: Loyola) is een van de 17 districten van de Spaanse stad San Sebastian. In het noorden grenst het aan de districten Egia en Intxaurrondo, in het uiterste oosten aan Altza, in het zuiden aan Martutene en Miramón-Zorroaga en in het westen aan Amara Berri. In 2020 had het district 5.728 inwoners. Het woongedeelte van Loiola bevindt zich op de linkeroever van de rivier de Urumea, en op de rechteroever bevindt zich een kazerne van het leger.
In 1912 werd de tren de la frontera aangelegd, tegenwoordig bekend als de metro van San Sebastian of de "Topo", die de stad verbond met Hendaye in Frankrijk, met een station in het toen nog grotendeels onbebouwde agrarische gebied. Er werd van de gelegenheid gebruik gemaakt om in de omgeving van dat station een aantal vrijstaande huizen te bouwen, die konden profiteren van de goede verbinding met de stad. De eerste steen van dit buurtje is gelegd door Koningin Maria Christina in 1916. Een paar jaar later werd begonnen met de bouw van de kazerne, die in 1926 in gebruik werd genomen. In de jaren '40 van de 20e eeuw werden woonblokken gebouwd voor militairen werkzaam in de kazerne, deze woonblokken vormen tegenwoordig het centrum van de wijk. In de jaren '60 kwamen daar woonblokken bij voor arbeidsmigranten uit andere delen van Spanje, gebouwen van tussen de 4 en 10 verdiepingen hoog.
Naast de kazerne zijn er in de wijk een bekende paardenrenbaan en de gevangenis van Martutene gevestigd. Hoewel die gevangenis dezelfde naam heeft als een ander district van San Sebastian, bevindt deze zich officieel in Loiola.
In het district bevindt zich het metrostation Loiola dat aansluiting geeft op de voorstadtreinen van San Sebastian die stoppen op de spoorweghalte Loiola.
Aiete · Altza · Amara Berri · Antiguo · Ategorrieta-Ulia · Añorga · Centro · Egia · Gros · Ibaeta · Igeldo · Intxaurrondo · Loiola · Martutene · Miracruz-Bidebieta · Miramon-Zorroaga · Zubieta